# Bezzia pediaureola
Bezzia pediaureola är en tvåvingeart som beskrevs av Tokunaga och Murachi 1959. Bezzia pediaureola ingår i släktet Bezzia och familjen svidknott. Inga underarter finns listade i Catalogue of Life.